# Ferenc Fricsay

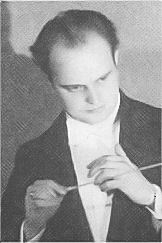
Ferenc Fricsay (1941)

 Ferenc Karoly Fricsay [ˈfɛrɛnt͡s ˈfrit͡ʃɒi] (* 9. August 1914 in Budapest, Österreich-Ungarn; † 20. Februar 1963 in Basel) war ein ungarischer Dirigent, der vor allem in Ungarn, Deutschland und in Österreich wirkte. 

## Werdegang

### Kindheit und Jugend
Er entstammt einem musikalischen Elternhaus und ist Sohn des ungarischen Militärkapellmeisters Richard Fricsay und von Berta Lengyel. Sein Vater erteilte ihm den ersten Musikunterricht. Fricsay trat bereits mit sechs Jahren in die Budapester Musikhochschule ein, die Franz-Liszt-Musikakademie, an der zu dieser Zeit u. a. Béla Bartók (Klavier), Zoltán Kodály (Komposition) und Ernst von Dohnányi (Klavier) lehrten. Er erhielt dort Unterricht in Klavier, Violine, Klarinette, Posaune, Schlagzeug, Komposition und Dirigieren. Bei Albert Siklós belegte er musiktheoretische Fächer. Mit fünfzehn Jahren sprang er für den Vater ein und gab damit sein Dirigentendebüt.

### Kapellmeister in Ungarn
1933, nach erfolgreicher Abschlussprüfung an der Akademie, lehnte er eine Anstellung als Korrepetitor an der Budapester Oper ab und erhielt seine erste Festanstellung als Kapellmeister der Militärkapelle in der Universitäts- und Garnisonsstadt Szeged. 1934 wurde er auch Dirigent des örtlichen städtischen Philharmonischen Orchesters. In diesem Jahr heiratete er das erste Mal. Aus dieser Ehe mit Martha Telbisz gingen drei Kinder hervor. 1939 gastierte er zum ersten Mal an der Budapester Oper. Im darauffolgenden Jahr dirigierte er zum ersten Mal in der Szegediner Oper (Rigoletto von Verdi). 1942 wurde gegen Fricsay ein Militärgerichtsverfahren eröffnet, weil er jüdische Künstler engagieren wollte. Mitte März 1944 besetzten deutsche Truppen in der „Operation Margarethe“ Ungarn. Im Sommer dieses Jahres warnte er Freunde und Bekannte vor der bevorstehenden Verhaftung durch die Gestapo und geriet dadurch selbst in Gefahr, verhaftet zu werden. Deswegen und auch wegen seiner jüdischen Herkunft (seine Mutter war Jüdin, er selbst war römisch-katholischen Glaubens) musste er mit seiner Frau und seinen drei Kindern aus Szeged fliehen und in Budapest untertauchen.
Im Januar 1945 wurde ihm der Posten des Ersten Kapellmeister an der Staatsoper Budapest angeboten. In dieser Position lernte er später Otto Klemperer kennen. Er teilte sich zudem mit László Somogyi das Chefdirigat des Budapester Hauptstädtischen Orchesters, der heutigen Ungarischen Nationalphilharmonie, und dirigierte bereits Ende Januar 1945 ein Konzert mit diesem Orchester. Er verließ den Militärdienst als Hauptmann. Die Staatsoper wurde im März 1945 wiedereröffnet, im selben Monat starb Fricsays Vater. Im April 1945 dirigierte Fricsay eine Aufführung von Verdis La traviata.

### Internationaler Durchbruch
Ende 1946 nahm er eine Einladung an die Wiener Staatsoper an und anschließend das Angebot, die Assistenz von Otto Klemperer bei den Salzburger Festspielen zu übernehmen. Fricsay gab im Sommer 1947 mit dem Budapester Hauptstädtischen Orchester in Wien ein Konzert, zu dessen Gästen auch Herbert von Karajan gehörte.
Im August 1947 erfolgte sein internationaler Durchbruch, als er bei den Salzburger Festspielen für den an einem Gehirntumor erkrankten Otto Klemperer die Uraufführung der Oper Dantons Tod von Gottfried von Einem übernahm. Die Einladung hierzu erfolgte auch auf Anregung von Herbert von Karajan, der sich gegenüber dem Komponisten für das Talent des jungen Ungarn verbürgte. Nun folgten weitere Einladungen, auch solche für die Salzburger Festspiele 1948 und 1949.

### Wirken an der Wiener Staatsoper und bei den Salzburger Festspielen
Ab 1947 war er Gastdirigent an der Staatsoper in Wien. Er musste vor allem Repertoire-Opern dirigieren. Nach seinen dortigen Erfahrungen machte es sich Fricsay zum Grundsatz, nur von ihm selbst einstudierte Produktionen zu dirigieren.
Fricsay legte in der Folgezeit besonderen Wert auf den Ensemblegedanken, d. h., die Erarbeitung eines Werks und dessen Aufführung mit einem festen Kern von gleichgesinnten Interpreten. Dazu zählten u. a. Dietrich Fischer-Dieskau, Rita Streich, Maria Stader, Ernst Haefliger, Josef Greindl und bis zu dessen Unfalltod 1954 auch Peter Anders. Bevorzugte Instrumentalsolisten Fricsays waren Yehudi Menuhin, Géza Anda, Clara Haskil und Annie Fischer. Mit diesen Künstlern arbeitete er bis ans Ende seiner Dirigentenlaufbahn immer wieder zusammen.
1948 dirigierte er bei den Salzburger Festspielen die szenische Uraufführung von Frank Martins Le vin herbé (Der Zaubertrank) und 1949 die von Carl Orffs Antigonae. Er erntete für beide Aufführungen großen internationalen Zuspruch. Bereits 1948 wurde er zu einem Opern- und Konzertgastspiel in Berlin eingeladen.

### Karriere in Berlin

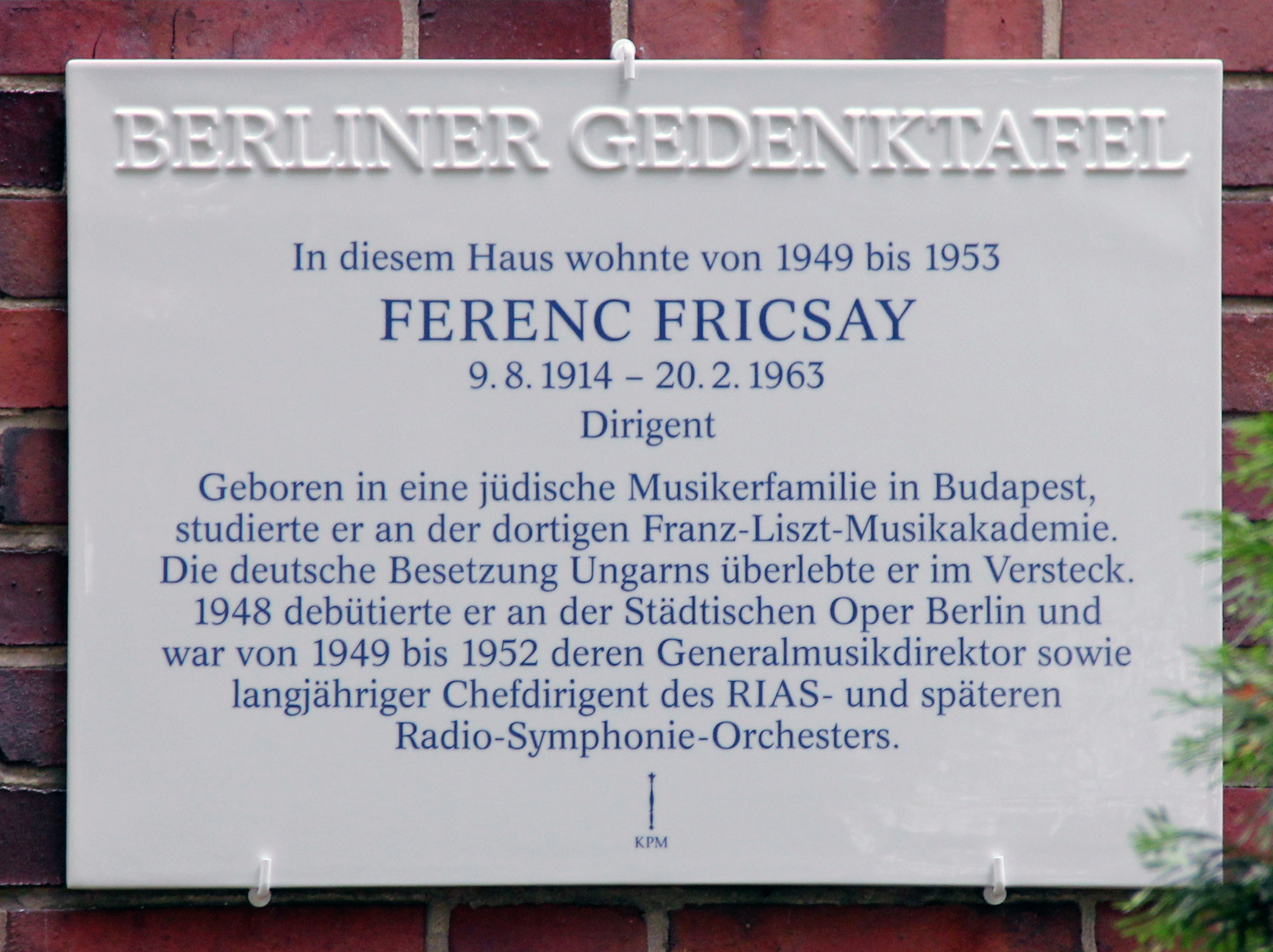
Berliner Gedenktafel am Haus, Pücklerstraße 22, in Berlin-Dahlem

Er debütierte im November 1948 an der Städtischen Oper Berlin mit Verdis Don Carlos, im selben Monat mit dem Rundfunk-Sinfonieorchester Berlin sowie im Dezember 1948 bei den Berliner Philharmonikern und dem RIAS-Symphonie-Orchester (von 1956 bis 1993 Radio-Symphonie-Orchester Berlin, seit 1993 Deutsches Symphonie-Orchester Berlin). Nach den hierdurch erzielten Erfolgen ernannte man Fricsay mit einem Doppelvertrag noch Ende Dezember 1948 mit Wirkung zum September 1949 zum Generalmusikdirektor der Städtischen Oper Berlin und zum Chefdirigenten des erst zwei Jahre alten RIAS-Symphonie-Orchesters. Bei letzterem hatte er im Juni 1949 sein offizielles Antrittskonzert als Chefdirigent. Fricsay formierte das Orchester neu und führte es binnen weniger Jahre zu internationalem Ansehen. Noch 1949 holte er fast dreißig der besten Musiker der Staatsoper Unter den Linden zum RIAS-Symphonie-Orchester, das in der Folgezeit insbesondere für seine Blechsektion berühmt wurde. Fricsay spielte fortan beim Wiederaufbau des Musiklebens im Nachkriegsdeutschland, insbesondere in Berlin, eine zentrale Rolle.

### Exklusivvertrag mit der Deutschen Grammophon Gesellschaft
Ende Dezember 1948 schloss er einen Exklusivvertrag mit der Deutschen Grammophon Gesellschaft, für die er im September 1949 seine erste Langspielplatte einspielte (5. Symphonie von Tschaikowski mit den Berliner Philharmonikern). Damit wurde zugleich das Ende der Schellackplattenära eingeläutet. Da das Rundfunkarchiv des RIAS ganz neu angelegt werden musste und die Deutsche Grammophon Gesellschaft ihr Aufnahmerepertoire neu entwickelte, begann nun eine produktive Phase der Erstellung von Aufnahmen.

### Gastspiele und Lösung des Vertrages in Berlin
Nach dem Dirigat von Dantons Tod 1947 bei den Salzburger Festspielen dirigierte Fricsay 1950 bei den Festspielen von Edinburgh Le nozze di Figaro (Mozart) und gab sein Debüt in Buenos Aires mit den Carmina Burana (Orff). Er heiratete in zweiter Ehe Silvia, geborene Valeanu (* 1. Januar 1913 in Budapest; † 21. Januar 2003 in der Schweiz), die geschiedene Schwägerin des Skifahrers Horst Scheeser, die einen Sohn mit in die Ehe brachte. Im April 1951 dirigierte er am Teatro San Carlo in Neapel die italienische Erstaufführung von Herzog Blaubarts Burg (Bartók). Im November 1951 gab er sein erstes Konzert mit dem Symphonieorchester des Bayerischen Rundfunks und im Frühjahr 1952 mit dem Concertgebouw-Orchester Amsterdam.
Im Mai 1952 bat er, wohl wegen der strapaziösen Belastung durch die Doppelverpflichtung, um die Lösung seines Vertrages mit der Städtischen Oper Berlin, der im Juni entsprochen wurde. In diesem Jahr übernahm er für den erkrankten Wilhelm Furtwängler dessen Konzerte bei den Salzburger Festspielen. Dem RIAS-Symphonie-Orchester stand er noch bis 1954 vor. Er blieb dem Orchester jedoch in der Folgezeit durch zahlreiche Gastspiel-, Tournee- und Schallplattenverpflichtungen eng verbunden.
1952 bezog Fricsay mit seiner Familie das Haus Westerfeld in Ermatingen (Schweiz/Kanton Thurgau) am Bodensee als ständigen Wohnsitz. Seit dieser Zeit war er ständiger Gast bei den Luzerner Musikfestwochen, auch dort übernahm er 1952 die Konzerte Wilhelm Furtwänglers. Im selben Jahr gab er ein Gastspielkonzert mit dem Kölner Rundfunk-Sinfonie-Orchester und konzertierte bei den Salzburger Festspielen mit den Wiener Philharmonikern.

### Reisedirigententätigkeit
1953 begann er eine ausgedehnte Reisedirigententätigkeit (u. a. Paris, Mailand/Scala, Luzern), die ihn im November des Jahres auch in die USA (Boston, Houston und San Francisco) führte. Auf Grund des erfolgreichen Konzerts in Houston wurde er dort für die nächste Saison 1954/55 als Musikdirektor und Hauptdirigent verpflichtet. Im Juni 1954 gab er sein Israel-Debüt mit dem Israel Philharmonic Orchestra. Das von ihm dort mit großem Erfolg aufgeführte Werk war das Requiem von Verdi. Ende Oktober 1954 kam Fricsay nach Houston, um das dortige Houston Symphony Orchestra zu übernehmen, was jedoch letztlich scheiterte. Das Orchester hielt sich nicht an gegebene Zusagen, so dass er den geschlossenen Vertrag bereits im Januar 1955 wieder löste.

### An der Staatsoper in München
Nach einer zweiten Konzertreise durch Israel wurde Fricsay von 1956 bis 1958 Generalmusikdirektor der Bayerischen Staatsoper München. Der durchschlagende Erfolg stellte sich jedoch nicht ein, was wohl vor allem dem Umstand geschuldet war, dass er der Musik von Richard Strauss und Richard Wagner nicht, wie dort sonst üblich, eine prominentere Stellung einräumte. Zudem beharrte Fricsay darauf, in Besetzungsfragen ein gewichtiges Wort mitzureden. Statt Wagner oder Strauss in den Mittelpunkt zu setzen, verfolgte er in München vor allem das Ziel, das italienische Fach neu aufzubauen und neue Repertoire-Akzente zu setzen u. a. mit Aufführungen von Otelleo (Verdi), Chowanschtschina (Mussorgski), Lucia di Lammermoor (Donizetti), Wozzeck (Berg), Le Roi David (Honegger), Un ballo in maschera (Verdi), Oedipus Rex (Strawinsky) und Herzog Blaubarts Burg (Bartók).
1957 nahm er für die Deutsche Grammophon Gesellschaft in München den Fidelio (Beethoven) auf, die erste Stereoeinspielung der deutschen Schallplattenindustrie überhaupt. 1958 leitete er ein Wohltätigkeitskonzert zugunsten des Wiederaufbaus des Nationaltheaters München. Zu dieser Gelegenheit erfolgte die erste Eurovisions-Liveübertragung eines öffentlichen Konzerts aus Deutschland. Im selben Jahr dirigierte er im Juni die Vorstellung von Le Nozze di Figaro (Mozart) zur Wiedereröffnung des Münchner Cuvilliés-Theaters (heute: Altes Residenztheater). Danach wandelte er den Generalmusikdirektorvertrag in einen Gastspielvertrag um. 1958 begann Fricsay eine Aufnahmeserie aller Beethoven-Symphonien, die jedoch wegen seines frühen Todes unvollendet blieb.

### Erster Ausbruch der Krankheit und zeitweilige Genesung
Ende November 1958 wurde bei Fricsay ein Magengeschwür diagnostiziert, er wurde noch im selben Monat in Zürich operiert, eine zweite Operation folgte im Januar. Eine mehrmonatige Erholungsphase bis zum September 1959 war die Folge.

### Wieder Chefdirigent in Berlin
Ab 1959 bis zu seinem Tod wurde Fricsay erneut Chefdirigent des RIAS-Symphonie-Orchesters, das nach dessen Zusammenarbeit mit dem Sender Freies Berlin 1956 in Radio-Symphonie-Orchester Berlin umbenannt wurde (und heute Deutsches Symphonie-Orchester Berlin heißt). Fricsay leitete das Orchester im September 1959 im ersten Konzert nach seiner Krankheitspause und dann im Wiedereröffnungskonzert für den Großen Sendesaal des Senders Freies Berlin, zugleich der Nachkriegsstart des deutschen Rundfunks in die Stereophonie.
1960 erhielt Fricsay die österreichische Staatsbürgerschaft, nachdem ihm durch den gescheiterten Ungarn-Aufstand vom Oktober 1956 endgültig jeder Zugang in seine Heimat verschlossen blieb. Im April wurde er wieder als Generalmusikdirektor in Berlin ab der Saison 1961/1962 verpflichtet.
Im Frühjahr 1961 unternahm das Radio-Symphonie-Orchester-Berlin unter der Leitung Fricsays zusammen mit Yehudi Menuhin als Solist eine Europatournee. Sie führte durch Deutschland, nach Kopenhagen, London und Paris. Bei den Salzburger Festspielen 1961 dirigierte Fricsay im Großen Festspielhaus in Salzburg dreimal Mozarts Idomeneo, der als Beginn eines neuen Mozart-Zyklus unter seiner musikalischen Leitung gedacht war.

### Eröffnung der Deutschen Oper in Berlin
Wenige Tage nach dem Bau der Berliner Mauer eröffnete er am 24. September 1961 die neu gebaute Deutsche Oper Berlin in der Bismarckstraße mit einer Neueinstudierung des Don Giovanni (Mozart). Hier fand auch zum ersten Mal die Live-Übertragung einer Oper im Fernsehen statt. Im Oktober 1961 erhielt Fricsay das Große Verdienstkreuz der Bundesrepublik Deutschland und es erfolgte seine letzte Schallplattenaufnahme mit dem Radio-Symphonie-Orchester Berlin. Im November 1961 gab Fricsay in Bonn sein letztes Konzert mit diesem Orchester. In diesem Monat wurde auch der späteste noch erhaltene Konzertmitschnitt aufgenommen.

### Erneuter Ausbruch der Krankheit und Tod
Nach mehreren Gastspielkonzerten in London erkrankte Fricsay im Dezember 1961 wieder schwer, was weitere Operationen nach sich zog. Am 7. Dezember 1961 gab Fricsay sein letztes Konzert überhaupt. Er sagte alle weiteren Verpflichtungen ab. Im Sommer 1962 schien auch diese Krankheitsphase überwunden, was sich jedoch als falsch herausstellte. In diesem Jahr erschien noch ein von ihm verfasstes Buch mit dem Titel Über Mozart und Bartók, in dem er seine grundlegenden Ansichten zur klassischen Musik im Allgemeinen und zur Musik der im Titel genannten Komponisten im Besonderen darlegte. 

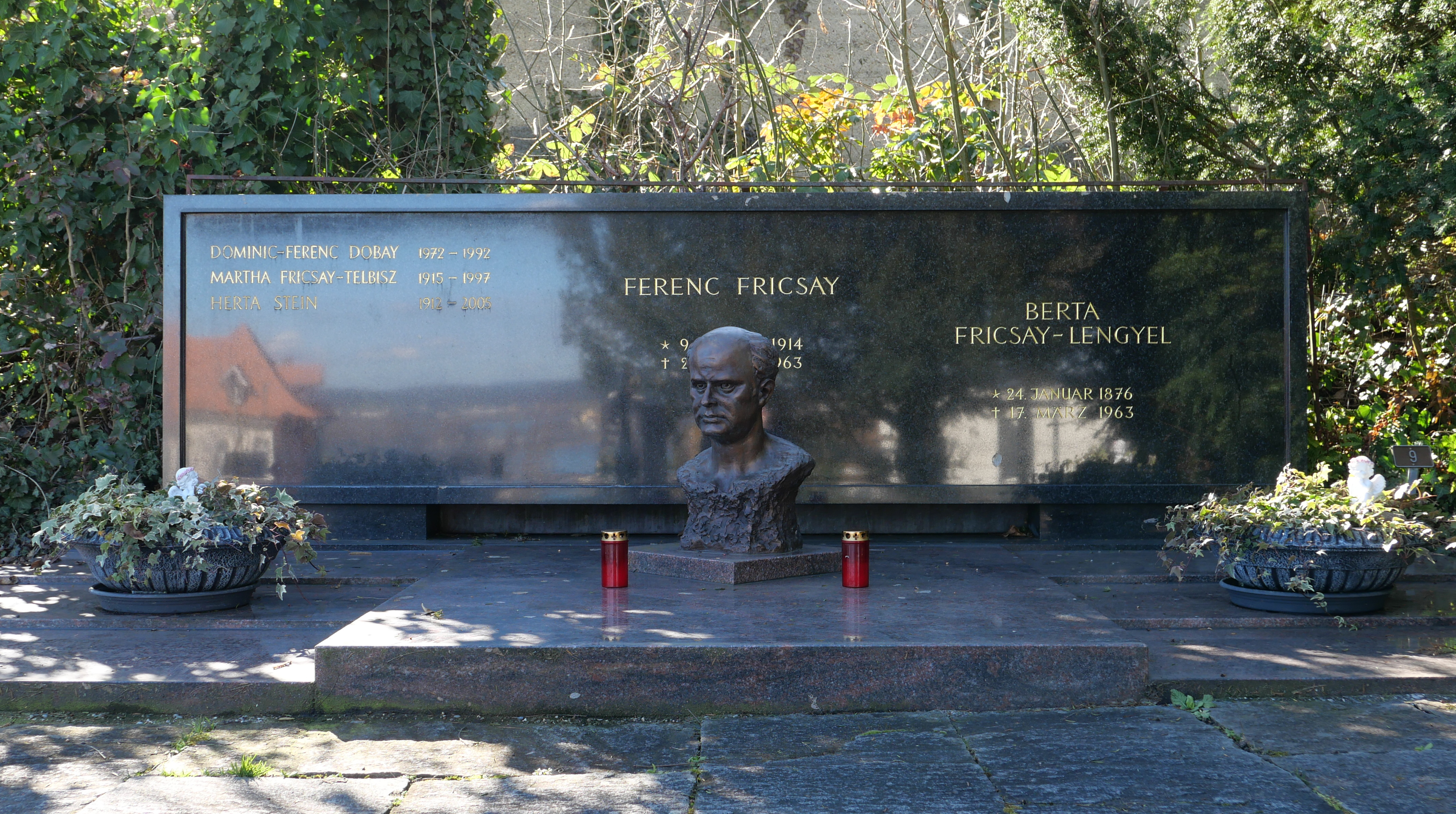
Das Grab mit Fricsays Büste. Im Grabstein spiegelt sich der Bodensee.

Fricsay starb mit 48 Jahren im Februar 1963 in Basel an den nicht rechtzeitig erkannten Folgen einer Gallenblasenperforation und wurde auf dem Friedhof der Gemeinde Ermatingen beigesetzt, wohin die Familie 1952 gezogen war. Seine Mutter Berta, geb. Lengyel (1876–1963), starb weniger als einen Monat nach ihm und wurde an seiner Seite bestattet. In dem Familiengrab fanden später auch Enkelsohn Dominic-Ferenc Dobay (1972–1992), Fricsays erste Ehefrau Martha Fricsay-Telbisz (1915–1997) und Herta Stein (1912–2005) ihre letzte Ruhestätte. 
Auf Initiative von Fricsays Tochter Marta Dobay deklarierte die Gemeinde Ermatingen das Grab im Jahr 2015 zu einer Grabgedenkstätte um, die vor der Auflösung geschützt ist.

## Probendirigent und Orchestererzieher
Fricsay war ein Probendirigent und Orchestererzieher, der ausgiebig und oft auch streng probte, was den Umgang der Orchestermusiker mit ihm manchmal nicht einfach machte. Jedoch zeitigte dies positive spieltechnische Ergebnisse und führte zu zweifellos hervorragenden künstlerischen Leistungen. Ihm kam außerdem zugute, dass er angeblich sämtliche Orchesterinstrumente (außer der Harfe) beherrschte. Diese Kenntnisse konnte er im Rahmen seiner stets intensiv geführten Probenarbeit ausspielen.
Der Fernsehmitschnitt der Probe zur Moldau verdeutlicht ein weiteres besonderes Merkmal der Probenarbeit Fricsays, nämlich, dass er dem Orchester das musikalische Geschehen plastisch, lebendig und bildhaft schilderte und wenn nötig auch passagenweise vorsang, um seine musikalischen Vorstellungen zu verdeutlichen und zu dem von ihm gewünschten klanglichen Ergebnis zu gelangen. Dies unterstreicht, dass seinen Proben stets ein umfassendes Konzept des jeweiligen Werks zugrunde lag und er exakt wusste, was er haben wollte.
Fricsay bevorzugte einen klaren, transparenten Orchesterklang, der straff, elastisch und präzise war. Zugleich besaß er einen hervorragenden Sinn für Rhythmik. Insbesondere seine Aufnahmen aus jungen Jahren zeugen von großer Kraft, Energie und Vitalität. Dies bildete jedoch auch einen Gegenstand der Kritik, da manchen seiner frühen Aufführungen zu große emotionale Kälte und eine gewisse Starre bescheinigt wurde. Zu viel äußerliche Brillanz und bloßer Effekt wurden moniert ebenso wie zu wenig Entspannung und Gelöstheit. Ein Vorwurf, der jedoch so in späteren Jahren nicht mehr erhoben wurde.
Seit Anfang 1959 war Fricsay zunehmend von schwerer Krankheit gezeichnet, was oft mit einem anderen, neuen Dirigiergestus Fricsays verbunden wird. So wirken seine Aufnahmen aus dieser Zeit „vergeistigter“, jedenfalls sind sie fast durchweg langsamer als solche aus der Zeit vor dem Ausbruch der Krankheit. Wiewohl dies oft als unmittelbare Folge der Krankheit gesehen wird, ist hierin jedoch wohl auch ein Reifeprozess des Künstlers und der Person Fricsay insgesamt zu sehen, der sich erst jetzt voll auswirkte.

## Repertoire und Aufnahmen
Sein Repertoire war weitgespannt, von Georg Friedrich Händel bis Bernd Alois Zimmermann. Einen besonderen Schwerpunkt nahm das Werk Mozarts ein. Von Anfang an setzte er auch die bis dato im Konzertsaal eher vernachlässigte Musik Joseph Haydns und Musik des 20. Jahrhunderts aufs Programm. Trotz seines frühen Todes gelang es ihm, Interpretationen von mehr als 200 klassischen Werken für die Nachwelt festzuhalten und das RIAS-Symphonie-Orchester auf einen den Berliner Philharmonikern vergleichbaren Standard zu bringen. Aus der Fülle seiner Aufnahmen werden neben seinen Bartók-, Kodály- und Mozart-Einspielungen insbesondere die der Tschaikowsky-Symphonien und die der Strauß-Walzer hervorgehoben. Bekannt wurden seine Aufnahmen der drei Klavierkonzerte von Béla Bartók mit Géza Anda als Solist.

## Auszeichnungen
Unter den Auszeichnungen, die Fricsay für seine Aufnahmen erhielt, befinden sich der Deutsche Kritikerpreis, der Grand Prix du Disque, die Mozartmedaille durch die Mozartgemeinde Wien und der Deutsche Schallplattenpreis. In den Jahren 1977 und 1978 gab die Deutsche-Grammophon-Gesellschaft eine Ferenc-Fricsay-Edition mit 40 Schallplatten heraus, die 94 einzelne Kompositionen enthielten. Diese Aufnahmen erhielten 1979 sämtlich den Großen Preis der Deutschen Schallplattenkritik.

## Medienkünstler von europäischem Rang
Fricsay gilt als „erster Medienkünstler von europäischem Rang“ (Ulrich Schreiber) und trieb sowohl die Rundfunkübertragung als auch die Schallplattenaufnahmetechnik entschieden voran. Er interessierte sich im Gegensatz zu vielen anderen Dirigenten sehr für die Aufnahmetechnik. Fricsay führte eine kompromisslose Qualitätskontrolle seiner Einspielungen durch und gab diese erst frei, wenn die klangliche Wiedergabe vollumfänglich seinen Vorstellungen entsprach. Anderenfalls bestand er auf Nachaufnahmen. Er setzte sich früh für die Stereophonie ein, sowohl bei der Schallplatte als auch im Rundfunk.
Einer breiteren Öffentlichkeit wurde Fricsay vor allem durch eine Fernsehdokumentation bekannt, die ihn im Jahr 1960 bei der Probenarbeit zur Moldau von Smetana mit dem Südfunk-Sinfonieorchester zeigt. Dies war zugleich auch der erste Versuch im europäischen Fernsehen, klassische Musik durch ein Werkstatterlebnis einem breiten Publikum nahezubringen.
Die Arbeit Fricsays hat jedoch keine adäquaten Nachwirkungen hinterlassen. Dies ist neben dem Umstand seines frühen Todes wohl vor allem der Tatsache geschuldet, dass die Deutsche Grammophon in der Nachfolge zu Fricsay nach dessen Tod umgehend einen anderen Dirigenten zur Galionsfigur erhob, der ein „Medienprofi“ war und bestens um die Kunst der Selbstinszenierung wusste: Herbert von Karajan. Die Person Fricsays und seine Verdienste gerieten dadurch in den Hintergrund.
Im November 1974 wurde die Ferenc-Fricsay-Gesellschaft gegründet und anlässlich der Berliner Festwochen 1975 konstituiert. Sie hat sich der Wahrung des Andenkens des Dirigenten verschrieben und fördert Veröffentlichungen seiner Aufnahmen.

## Verschiedenes
- Der Probensaal des Deutschen Symphonie-Orchesters im Fernsehzentrum des Rundfunks Berlin-Brandenburg und der Konzertsaal der Fakultät für Musik der Universität Szeged (Ungarn), sowie eine Serie der symphonischen Konzerte des Symphonieorchesters Szeged tragen den Namen von Ferenc Fricsay.
- Er ist der Vater von drei Kindern: dem ältesten Sohn Ferenc, dem Theaterregisseur András Fricsay, der unter anderem Peter Maffays Musical „Tabaluga“ inszenierte, und der Tochter Marta Dobay-Fricsay.

## Diskographie
- Ferenc Fricsay: a Life in Music, darin: Haydn: Die Jahreszeiten + Beethoven: Symphonie Nr. 1 + Dvořák : Symphonie Nr.9 „Aus der Neuen Welt“ + Mendelssohn: Ein Sommernachtstraum + Prokofieff: Symphonie Nr. 1 „Klassische“ + Mahler: Rückert-Lieder + Tschaikowsky: Symphonie Nr. 6 + Respighi: La Boutique fantastique (nach Rossini) + Rimsky-Korssakoff: Scheherazade op. 35 + J. Strauss II: An der schönen blauen Donau; Wiener Blut; Perpetuum mobile; Pizzicato-Polka; Fledermaus-Ouvertüre; Zigeunerbaron-Ouvertüre;Frühlingsstimmen; Rosen aus dem Süden; Morgenblätter; Annen-Polka; Tritsch-Tratsch-Polka; Radetzky-Marsch + de Falla: Nächte in spanischen Gärten + Francaix: Concertino für Klavier & Orchester + Franck: Variations symphonique + Rachmaninoff: Paganini-Rhapsodie + Einem: Geschwindmarsch aus Dantons Tod + Hindemith: Symphonische Tänze + Hartmann: Symphonie Nr. 6 + Martin: Petite Symphonie Concertante + „Erzähltes Leben“ – Interview in deutscher Sprache aus dem Jahr 1962 mit zahlreichen Musikbeispielen. Mitwirkende: Streich, Stader, Haefliger, Töpper, Forrester, St. Hedwigs Chor, RIAS SO & Chor, Berlin PO, Wien SO
- Ferenc Fricsay: Great Conductors of the Century, darin: Der Zauberlehrling; Tänze aus Galántha u. a.
- Bartók: Klavierkonzerte Nr. 1–3 (The Originals) mit Anda, RSO Berlin
- Bartók: Klavierkonzert Nr. 2 + Tschaikowsky: Symphonie Nr. 5 Sandor, Wien SO
- Bartók: Herzog Blaubarts Burg + Cantata profana Töpper, Fischer-Dieskau, Krebs, RSO Berlin, RIAS SO & Chor
- Bartók: Konzert für Orchester (The Originals) + Musik f. Saiteninstrumente, Schlagzeug, Celesta, RSO Berlin
- Beethoven: Symphonien Nr. 3, 5, 7, 8
- Beethoven: Symphonie Nr. 9 + Egmont-Ouvertüre op. 84 mit Seefried, Forrester, Haefliger, Fischer-Dieskau, Berliner Philharmoniker
- Beethoven: Tripelkonzert op. 56 (The Originals) + Brahms: Konzert für Violine, Cello & Orchester op. 102, mit: Géza Anda, Wolfgang Schneiderhan, Pierre Fournier, Janos Starker, RSO Berlin
- Beethoven: Fidelio mit Rysanek, Seefried, Haefliger, Fischer-Dieskau, Frick, Bayerisches Staatsorchester
- Brahms: Klavierkonzert Nr. 2 B-Dur op. 83 (Resonance) mit: Anda, Berliner Philharmoniker
- Dvořák: Symphonie Nr. 9 (The Originals) + Smetana: Die Moldau, + Liszt: Les Préludes, Berliner Philharmoniker, RSO Berlin
- Dvořák: Symphonie Nr. 9 + Liszt: Ungarische Rhapsodien Nr. 1 & 2, RIAS SO Berlin
- Dvořák: Violinkonzert op. 53 (The Originals) + Bruch: Violinkonzert Nr. 1 + Glasunow: Violinkonzert op. 82, mit: Martzy, RIAS SO Berlin, RSO Berlin
- Hartmann: Symphonie Nr. 6 + Finale aus Symphonie Nr. 4 für Streichorchester + Fortner: Finale aus Symphonie nr. 4 + Blacher: Paganini-Variationen op. 26, RIAS SO Berlin
- Haydn: Symphonien Nr. 44, 95, 98, RIAS SO Berlin
- Kodály: Orchesterwerke (The Originals), darin: Hary Janos-Suite, Psalmus Hungaricus, Tänze aus Galanta, Marosszeker Tänze, mit: Haefliger, RSO Berlin, RIAS SO
- Mendelssohn: Violinkonzert op. 64 + Ein Sommernachtstraum (Ausz.), mit Schneiderhan, RSO Berlin, Berliner Philharmoniker
- Mozart – The 1956 Jubilee Edition / Symphonies: Symphonien Nr. 29, 35, 39-41;Adagio & Fuge KV 546; Serenade Nr. 13 „Eine kleine Nachtmusik“; Maurerische Trauermusik KV 477 RIAS SO, RSO Berlin, Berlin PO, Wien SO
- Mozart: Symphonie Nr. 41 „Jupiter“ + Die Zauberflöte-Ouvertüre; Klarinettenkonzert KV 622 Wiener SO, RIAS SO, RSO Berlin
- Mozart: Klavierkonzerte Nr. 19 & 27 (The Originals) + Klaviersonate Nr. 2, mit Haskil, Berliner Philharmoniker, Bayr. Staatsorch.
- Mozart: Messe KV 427 c-Moll „Große Messe“ + Haydn: Te Deum, mit: Stader, Toepper, Haefliger, Sardi, RIAS SO & Kammerchor
- Mozart: Don Giovanni (The Originals) mit: Fischer-Dieskau, Jurinac, Stader, Haefliger, Seefried, Sardi, RSO Berlin
- Mozart: Die Entführung aus dem Serail (The Originals) + Exsultate, jubilate KV 165 mit: Stader, Streich, Haefliger, Vantin, Greindl, RIAS SO Berlin
- Mozart: Die Entführung aus dem Serail: Sari Barabas, Rita Streich, Anton Dermota, Helmut Krebs, Josef Greindl, RIAS Kammerchor, RIAS-Symphonie-Orchester (audite Musikproduktion)
- Mozart: Die Zauberflöte mit Rita Streich, Stader, Fischer-Dieskau, Haefliger, RSO Berlin
- Rossini: Ouvertüren (The Originals), darin: La Scala di seta; Semiramide; Il Signor Bruschino; L’Italiana in Algeri; Tancredi; La Gazza ladra; Barbier; Il Viaggio a Reims + Bizet: Carmen-Suite Nr. 1; Ballettmusik aus Carmen, RIAS SO Berlin, Berliner PO
- J. Strauss: Kaiserwalzer, RSO Berlin
- J. Strauss: Die Fledermaus, mit: Anders, Schlemm, Streich, Krebs, Wocke, RIAS SO Berlin
- Strawinski : Le Sacre du Printemps + Petruschka (Version 1947), RSO Berlin
- Tschaikovski: Symphonie Nr. 4 + Schwanensee-Suite op. 20; Walzer aus Dornröschen-Suite op. 66; Blumenwalzer aus Nußknacker-Suite op. 71a; Walzer aus Eugen Onegin, RIAS SO Berlin, RSO Berlin
- Tschaikowski: Symphonie Nr. 5 / Violinkonzert mit Menuhin, Berliner Philharmoniker
- Tschaikowski: Symphonie Nr. 6 + Bartók: Klavierkonzert Nr. 3 mit A. Fischer, SOBR
- Verdi: Requiem (The Originals) mit Stader, Radev, Krebs, Borg, RIAS SO
- Wagner: Der fliegende Holländer mit Metternich, Greindl, Kupper, Windgassen, Wagner, Haefliger, RIAS SO und Kammerchor, 1952